# Рейшахри, Мохаммад
Ходжат-оль-ислам Мохаммад Рейшахри (перс. محمد ری‌شهری‎, 29 октября 1946, Рей — 22 марта 2022, Тегеран) — государственный и религиозный деятель Ирана, министр разведки и национальной безопасности в 1984—1989 гг. в кабинете премьер-министра Мир-Хосейна Мусави.

## Биография

### Образование
Родился 29 октября 1946 года в городе Рей, провинция Тегеран, в религиозной семье. Окончил школу Хагани (как и его преемник Али Фаллахиан) в городе Кум, также получил образование в Эн-Наджафе в области богословия. Имеет титул Худжат аль-ислам. В 1968 женился на дочери аятоллы Али Мешкини, когда его невесте было 9 лет.

### Антишахская деятельность
Рейшахри начал участвовать в политической деятельности в 1963 году во время июньских беспорядков, связанных с арестом Рухоллы Хомейни. В 1967 году Рейшахри сбежал в Эн-Наджаф, где пробыл некоторое время. По возвращении в Иран он был арестован шахской секретной службой САВАК и заключен в тюрьму. До революции ему было запрещено проповедовать.

### Рейшахри во главе разведки
Во время исламской революции, Рейшахри предотвратил две попытки государственного переворота. 8 июля 1980 сотрудник разведки Сайед Хаджариан сообщил Рейшахри о заговоре группы офицеров, который готовили сторонники Ш. Бахтияра. А в апреле 1982, по обвинению в подготовке государственного переворота и убийства аятоллы Хомейни, был арестован сподвижник Хомейни, бывший министр иностранных дел Ирана Садек Готбзаде, который на допросе признался, что заговор против Хомейни поддерживал аятолла Шариатмадари. Аятолла Шариатмадари, из-за своего статуса муджтахида не был казнен, но находился под домашним арестом вплоть до своей смерти в апреле 1986. В своих мемуарах Рейшахри отмечает, что он лично допрашивал аятоллу Шариатмадари и наносил ему удары.
В августе 1984 Рейшахри возглавил Министерство информации и государственной безопасности Ирана и находился на этом посту до августа 1989. Под его руководством разведка Ирана почти окончательно обрела свою нынешнюю форму, а также определились основные приоритеты её работы за рубежом (особое внимание тогда уделялось Ираку и Афганистану). Рейшахри сформировал целые заграничные сети, ранее находившиеся в ведении шахской внешней разведки САВАК.
По решению Рейшахри был казнен Мехди Хашеми, шиитский священнослужитель, лишенный сана Специальным духовным судом. Смертный приговор был приведен в исполнение 28 сентября 1987 года, на два дня раньше срока, так что Рейшахри не нужно было следовать рекомендательному письму, написанному Хомейни 28 сентября, в котором он сообщил Рейшахри, что приговор был заменен на внутреннее изгнание.
В феврале 1989 года, в десятую годовщину победы исламской революции, по рекомендации министра разведки Рейшахри из заключения были освобождены 2600 из 3500 политических заключенных.
В 1990 году Рейшахри был назначен главным прокурором Специального шариатского суда, в том же году подготовил постановление суда в 47 статьях.
Перед выборами в Меджлис в 1996 году он учредил Общество защиты ценностей исламской революции. На президентских выборах 1997 баллотировался в президенты, но занял последнее место среди четырёх кандидатов по числу поданных голосов.
Известен своими богословскими трудами, в частности, книгой میزان الحکمه (Мизан-аль-Хикма), опубликовал также свои мемуары. Известен как сторонник жесткой линии в политике, неофициально именуется «страшным аятоллой» (آيت‌الله مخوف).